# パーシー・アーチボルド・ヒルハウス
パーシー・アーチボルド・ヒルハウス（Percy Archibald Hillhouse、1869年3月4日 - 1942年9月28日）は、明治時代にお雇い外国人として来日したイギリスの船舶工学者である。

## 経歴・人物
スコットランドのダービー出身。グラスゴー大学で造船学を習得する。
この業績により、1898年（明治31年）日本政府の招き及びヘンリー・ダイアーの関係により来日した。後に1902年（明治35年）に帰国するまで東京帝国大学（現在の東京大学）のお雇いとなり、船舶工学の教鞭を執った。
同年帰国し、7年後の1909年には造船所の技師長に就任し1921年には母校で教鞭を執った。